# Marasmodes dummeri
Marasmodes dummeri là một loài thực vật có hoa trong họ Cúc. Loài này được Bolus ex Hutch. mô tả khoa học đầu tiên.